# Patrick Luwis
Patrick Luwis (* 19. Dezember 1995 in Washington, D.C.) ist ein US-amerikanischer Schauspieler.

## Leben und Karriere
Luwis wurde am 19. Dezember 1995 in Washington, D.C. geboren. Er studierte am Hampden–Sydney College in Virginia. Anschließend setzte er sein Studium an der University of Oxford und der University of Auckland fort. Sein Debüt gab er 2020 in einer Folge in Danger Force. Außerdem hatte er Gastrollen in The Dropout, Navy CIS und in Barbie. Seinen Durchbruch hatte Luwis 2023 als Ivar in der Netflixfilm Rebel Moon – Teil 1: Kind des Feuers. Die Rolle setzte er 2024 in der Fortsetzung Rebel Moon – Teil 2: Die Narbenmacherin fort. 2024 bekam er in dem Film Meeting You, Meeting Me eine Hauptrolle.
Im dritten Teil der sechsten Staffel der Netflix-Serie Cobra Kai übernahm er die Rolle des Antagonisten Axel Kovačević.

## Filmografie
Filme
- 2023: Barbie
- 2023: Rebel Moon – Teil 1: Kind des Feuers (Rebel Moon – Part One: A Child of Fire)
- 2024: Meeting You, Meeting Me
- 2024: Shark Girl
- 2024: Rebel Moon – Teil 2: Die Narbenmacherin (Rebel Moon – Part Two: The Scargiver)

Serien
- 2020: Danger Force
- 2022: The Dropout
- 2022: Animal Kingdom
- 2023: Navy CIS
- 2024–2025: Cobra Kai